# Eike-Meinrad Winkler
Eike-Meinrad Winkler (* 3. Oktober 1948 in Wien; † 29. Mai 1994 ebenda) war ein österreichischer Anthropologe.

## Leben
Eike-Meinrad Winkler studierte zunächst Theaterwissenschaften, Germanistik und Kunstgeschichte, später Psychologie, Medizin, Urgeschichte und Paläontologie in Wien. 1974 promovierte er in Psychologie und begann ein Humanbiologie-Studium. 1978 promovierte er auch in Humanbiologie. 1982 habilitierte er dann mit einer Arbeit über die taxonomische Stellung der Bevölkerung West-Kenias. 1993 erfolgte seine Ernennung zum Universitätsprofessor für das gesamte Fach der Anthropologie an der Universität Wien. Winkler führte zahlreiche Expeditionen nach Afrika (Kenia und Namibia) durch und veröffentlichte über 100 wissenschaftliche Aufsätze.

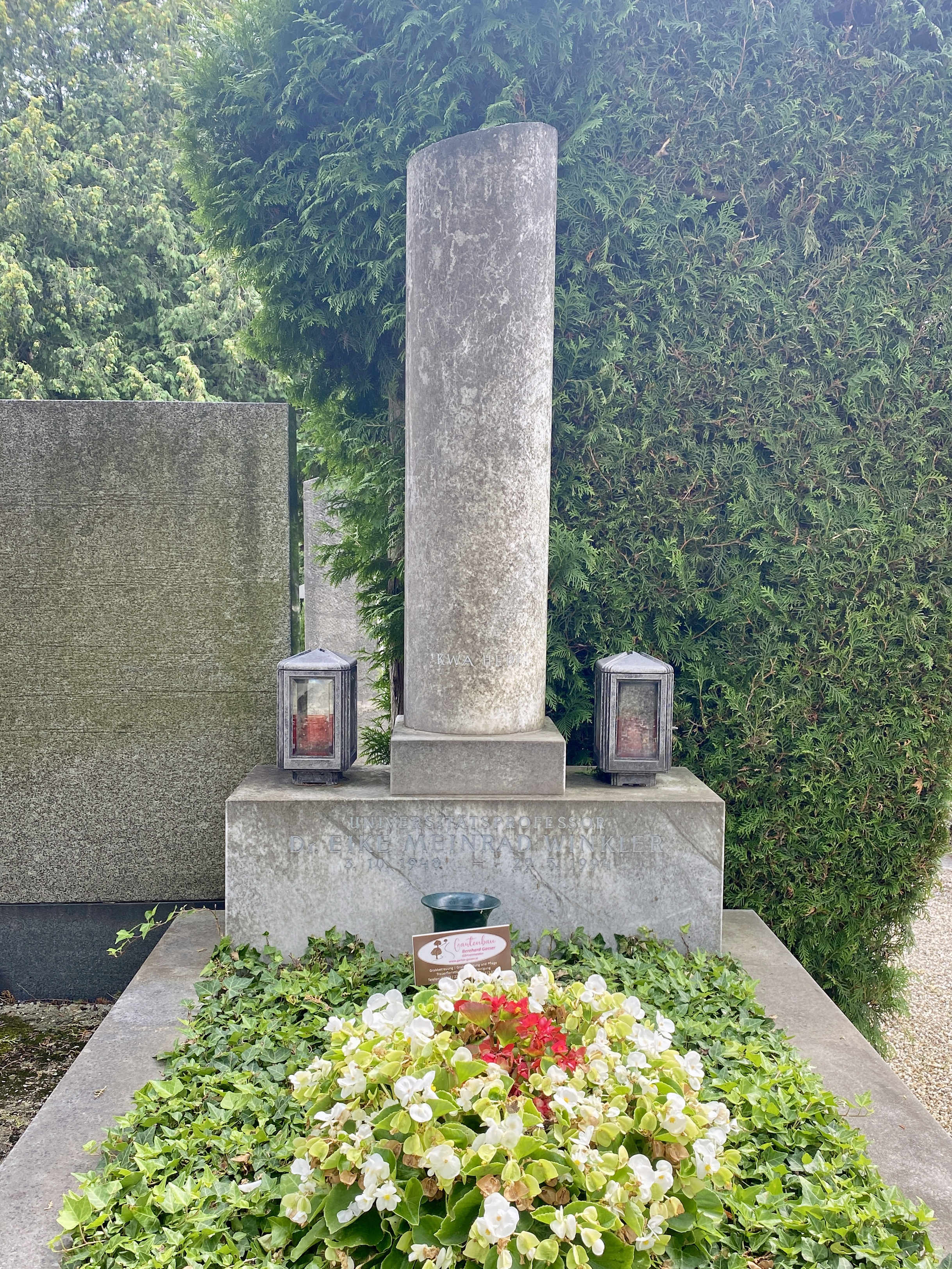
Grab von Eike-Meinrad Winkler

Er starb im Alter von nur 45 Jahren an den Folgen einer infektiösen Herzerkrankung, die er sich auf einer seiner Expeditionen zugezogen hatte. Er wurde auf dem Weidlinger Friedhof in Klosterneuburg bestattet.

## Werk
Eike-Meinrad Winkler Tätigkeitsgebiet umfasste das ganze Spektrum der Anthropologie. Er führte zahlreiche osteologische und paläopathologische Untersuchungen an historischen Skelettfunden in Österreich durch, darunter auch solche der mittelalterlichen österreichischen Herrscherfamilie der Babenberger. Im Auftrag des Österreichischen Archäologischen Instituts leitete er über zehn Jahre die anthropologischen Untersuchungen der Ausgrabungen von Tell el Dab'a in Unterägypten.
Winkler war einer der letzten Anthropologen, der noch auf Expeditionen anthropologische Feldforschung betrieb. Er führte umfangreiche morphologisch-anthropologische Untersuchungen in Kenia und Namibia durch, unter anderem an den Buschmännern der ǃKung. Bei diesen Studien, an denen auch seine Kollegin Kerrin Christiansen mitwirkte, wurden auch physiologische und psychologische Merkmale berücksichtigt. In mehreren Arbeiten beschäftigte sich Winkler mit der typologischen Struktur der indigenen Bevölkerung Ost- und Südafrikas, die er mit statistischen Methoden evaluierte. Außerdem setzte er sich in einer Reihe von theoretischen Aufsätzen für morphologische und typologische Forschungsansätze ein.
Neben seinen fachspezifischen Publikationen veröffentlichte Winkler auch zwei Gedichtbände: "Kaudawöösch" (Edition Atelier 1991) in Wiener Mundart und "Mit der Taschenlampe ins Jenseits" (Cantos Verlag 1992) mit zahlreichen selbstverfassten Illustrationen.

## Publikationen (Auswahl)
- Anthropologischer Befund der Skelettreste aus den Grüften I-IV des Doms Wiener Neustadt. In: Fundberichte aus Österreich 17, 1978, S. 87–94
- zusammen mit J. Jungwirth: Ergebnisse der anthropologischen Untersuchung der Babenberger-Skelette im Stift Melk, Niederösterreich. In: Archeol. Austriaca 63, 1979, S. 63–82
- zusammen mit E. Reuer: Metrische Gruppenunterschiede zwischen drei Bantu und drei nilotisch sprechenden Populationen West-Kenias. In: Anthropologischer Anzeiger 38, 1980, S. 183–205
- zusammen mit M. Weninger: Zur Bedeutung von multivariaten Verfahren für die systematische Stellung von Bantu-Stämmen Kenias, Angolas und Mocambiques. In: Zt. f. Morphologie u. Anthropologie 70, 1980, S. 323–340
- zusammen mit L. Wicke: Hunnenzeitliche Skelettfunde mit künstlich deformierten Schädeln aus Gaweinstal, Niederösterreich. Mit einem Beitrag von H. Friesinger. In: Archeol. Austriaca 64, 1980, S. 119–137
- zusammen mit J. Schweikhardt: Expedition Mensch. Streifzüge durch die Anthropologie. C.Ueberreuter, Wien 1982. ISBN 3-80003181-7
- Schauen und Messen: Zur Krise der Morphologie innerhalb der modernen Bevölkerungsbiologie. In: Mitt. d. Anthrop. Ges. in Wien 112, 1982, S. 16–30
- Volk, Ethnos, Kultur, Typus: Zur Methodik der „ethnischen Deutung“. In: Mitt. d. Anthrop. Ges. in Wien 113, 1983, S. 5–14
- Urzeitliche Schädelamulette aus Sommerein, Nö. In: Fundberichte aus Österreich 23, 1984, S. 93–96
- Zur systematischen Stellung der Populationen West-Kenias. In: Homo 35, 1984, S. 73–109
- We are just modelling. Über die Bedeutung der Soziobiologie für die Anthropologie. In: C. Ehalt (Hrsg.): Zwischen Natur und Kultur. Böhlau, Wien 1985, S. 43–61
- Von Kulturalisten und Biologisten. Kulturation und Evolution aus der Sicht der Kulturwissenschaften und der Biologie. In: Mitteilungen der Anthropologischen Gesellschaft in Wien 116 (1986), S. 107–131
- zusammen mit R.R. Sokal: A phenic classification of Kenyan tribes and subtribes. In: Human Biology 59, 121–145
- zusammen mit R.R. Sokal: Spatial variation among Kenyan tribes and subtribes. In: Human Biology 59, 1987, S. 121–145
- Methodenprobleme der Rassengeschichte Asiens. In: Mitt. d. Anthrop. Ges. in Wien 117, 1987, S. 171–174
- Ethnos, Kultur, Rasse – Realität oder Fiktion? In: E. Oeser, E. Bonet (Hrsg.): Das Realismusproblem (Wiener Studien zur Wissenschaftstheorie, Bd. 2), Wien 1988, S. 270–388
- Methoden der Weichteilrekonstruktion. In: R. Knußmann u. a. (Hrsg.): Anthropologie: Handbuch der vergleichenden Biologie des Menschen. G. Fischer, Stuttgart 1988, S. 600–605
- zusammen mit K. Christiansen: Studien zur impliziten Persönlichkeitstheorie über den Zusammenhang von Hautfarbe und Intelligenz in Ostafrika. In: Zt. f. Sozialpsychologie u. Gruppendynamik 14, 1989, S. 40–42
- zusammen mit K. Christiansen: Sexualhormonspiegel und Körperform bei den ǃKung: Ein Beitrag zur Erklärung der Pädomorphie sanider Populationen. In: Anthropologischer Anzeiger 48, 1990, S. 267–277
- zusammen mit R. Erlach, K. Großschmidt, E. Kanelutti, A. Losert, I. Petraschek-Heim, E. Reidinger, Gernot Rabeder, G. Melzer, R. Koch, B. Hahnel, R. Ginner: Die mittelalterliche Kirche Maria Himmelfahrt in Winzendorf, VB Wiener Neustadt, Niederösterreich. In: Archaeologia Austriaca 74/1990, S. 131–236
- zusammen mit S. Kirchengast: Populations- und schichtspezifische Körperhöhenunterschiede in Österreich von der Römerzeit bis zum Barock. In: Mitt. d. Anthrop. Ges. in Wien 121, 1991, S. 203–220
- zusammen mit H. Wilfing: Tell el Dab’a. VI. Die Skelettfunde der Grabungskampagnen 1966–1969, 1971, 1983. Untersuchungen der Zweigstelle Kairo des Österreichischen Archäologischen Instituts. Bd. VI, Verlag der Akademie der Wissenschaften, Wien 1991
- zusammen mit K. Christiansen: Biologische und soziale Korrelate physischer Aggression bei den ǃKung San. In: Wiss. Zt. d. Humboldt-Universität Berlin, Reihe Medizin 4, 1992, S. 13–16
- Die Evolution des menschlichen Bewußtseins aus der Sicht der Paläoanthropologie und der Archäologie. In: Wiener Studien zur Wissenschaftstheorie Bd. 4, Springer, Wien 1992, S. 181–208
- Gibt es einen nilo-hammitischen Typus innerhalb der Negriden Ost-Afrikas?. Zur Kongruenz biotischer, linguistischer und kultureller Merkmalsverteilung in Afrika. In: Homo 43, 1992, S. 162–195
- zusammen mit B. Schweder: Die zentrale Bestattung in der Totenkapelle von Heiligenkreuz, Niederösterreich, und ihre morpho-metrischen Ähnlichkeitsbeziehungen zu den in Melk, Lilienfeld und Klosterneuburg beigesetzten Babenbergern. In: Archeol. Austriaca 76, 1992, S. 249–252
- zusammen mit F.W. Rösing: Zur Paradigmengeschichte der Taxonomie: Von Bernier über von Eickstedt zu Hiernaux. In: Homo 43 (1992), S. 29–42